# Giovanni Angelo d'Altemps, II duca di Gallese
Giovanni Angelo d'Altemps, II duca di Gallese (Roma, 17 aprile 1587 – Roma, 5 ottobre 1620), è stato un nobile e letterato italiano.

## Biografia
Giovanni Angelo d'Altemps nacque a Roma nel 1587, figlio postumo di Roberto d'Altemps, I duca di Gallese (figlio naturale legittimato del cardinale Marco Sittico d'Altemps) e di sua moglie, Cornelia Orsini. Prese il nome da Giovanni Angelo Medici di Marignano, zio di suo nonno, pontefice col nome di Pio IV. Suo padre morì per decapitazione su condanna di Sisto V poco prima della sua nascita e pertanto egli venne cresciuto prevalentemente dalla madre e dal nonno.
Sin da giovane si dedicò agli studi di erudizione classica e divenne uno dei più nobili bibliofili della Roma dell'epoca. La sua cultura spaziava da quella letteraria a quella storica ed archeologica per poi passare alla fisica, all'astronomia ed alla matematica. Ebbe un lungo rapporto epistolare con Galileo Galilei, che conobbe a Roma, dal quale acquistò nel 1616 anche un nuovo telescopio per i suoi studi e le sue osservazioni private.
Appassionato di teatro e di poesia, nel 1613 a Viterbo pubblicò con lo pseudonimo di Nuntio Bonagratia Germano, una commedia in prosa in cinque atti, di imitazione plautina, col titolo Eutelia, ò vero Felici Avvenimenti, che venne lodata da molti contemporanei. In quello stesso anno, vendette la villa di Mondragone, fatta costruire da suo nonno cardinale, a papa Paolo V, che rimodernò completamente la struttura facendola anche riaffrescare. Qui Giovanni Angelo aveva ospitato, tra gli altri, papa Gregorio XIII, che proprio dalle sale della villa aveva promulgato ufficialmente la riforma del calendario giuliano.
Nel 1602, dopo aver ricevuto in dono da papa Clemente VIII le reliquie di papa Aniceto martire, ritrovate durante gli scavi delle catacombe romane di San Sebastiano, Giovanni Angelo fece edificare nel suo palazzo di Roma una cappella votiva dedicata al santo, dove chiamò a lavorare artisti come Ottavio Leoni ed Antonio Circignani. La cappella venne in seguito abbellita con una splendida urna funeraria appartenuta all'imperatore Alessandro Severo, ritrovata nel corso di una serie di scavi sulla Via Appia, che venne acquistata dall'Altemps per accogliervi le spoglie del papa santo. Dopo il completamento della cappella, per meglio far conoscere la figura del santo pontefice che vi era ospitato, pubblicò una breve biografia di papa Aniceto, coadiuvato in quest'opera da Cesare Baronio.
Sfruttando l'enorme biblioteca già raccolta da suo nonno cardinale, l'arricchì ancora di più con l'acquisto, il 16 agosto 1611, della biblioteca appartenuta a suo tempo al cardinale Marcello Cervini, poi eletto al soglio pontificio col nome di papa Marcello II, pagandola 13 000 scudi d'oro. Questa biblioteca, che alla morte del papa era stata lasciata in dono al cardinale Guglielmo Sirleto, il quale aveva contribuito ad espanderla ulteriormente, era passata poi al cardinale Ascanio Colonna e dopo la morte di quest'ultimo era stata posta in vendita ed acquistata dall'Altemps. Essa comprendeva in tutto 12 000 volumi e 2 000 manoscritti, che il duca diede pazientemente ordine di rilegare completamente con una speciale formula di cuoio e legno di cipresso che da lui prese il nome di "rilegatura altempsiana". Malgrado l'acquisto fosse ottimo, tale biblioteca comprendeva al suo interno anche alcune lettere e documenti relativi a papa Marcello II, al cardinale Reginald Pole e ad altri ecclesiastici che avevano preso parte al Concilio di Trento, documenti secretati per la loro importanza che vennero immediatamente requisiti da papa Paolo V, che li pose nell'Archivio Segreto Vaticano, mentre altri ancora vennero poi acquistati dal cardinale Pietro Ottoboni (divenuto in seguito papa Alessandro VIII).
Morì a Roma il 5 dicembre 1620 e venne sepolto nella Cappella Altemps presso la Basilica di Santa Maria in Trastevere nella medesima città.

## Matrimonio e figli
Giovanni Angelo sposò in prime nozze nel 1605 Maria Cesi (1586 - 23 novembre 1609), sorella del nobile e scienziato Federico Cesi, dalla quale ebbe tre figli:
- Maria (morta poco dopo la nascita l'8 febbraio 1606)
- Giovanni Pietro (1607 - 1691), che gli succedette
- Luigi (morto in tenera età il 2 settembre 1609)

Vedovo della prima moglie, nel 1610 si risposò con Margherita Madruzzo (? - 29 agosto 1635), figlia di Giovanni Angelo Gaudenzio e nipote del cardinale Cristoforo, dalla quale ebbe nove figli:
- Gaudenzio (morto in tenera età)
- Marta (morta in tenera età)
- Chiara (morta in tenera età)
- Elena (morta in tenera età)
- Caterina (1615 - 23 ottobre 1685), sposò in prime nozze Alessandro Orsini, Marchese di Monte San Savino (?-1640) e in seconde nozze il 18 aprile 1646 Massimiliano III Stampa (1621 - 1659), V marchese di Soncino
- Maria Francesca (? - 8 giugno 1675), monaca nel monastero di San Domenico e Sisto a Roma dall'8 novembre 1621[7]
- Anna Margherita (? - 8 dicembre 1684), monaca nel monastero di San Domenico e Sisto a Roma dal 6 luglio 1632; fece commissionare una cappella dedicata alla Madonna nel monastero[7]
- Marco Sittico (1614 - 6 aprile 1688), abate in Sant'Aniceto a Roma
- Gaudenzio (1615 - 24 dicembre 1677), abate e letterato[8]

## Albero genealogico
|                                               |                                      |                                         | Genitori                                    |  |  | Nonni |  |  | Bisnonni                          |  |  | Trisnonni                          |  |
|                                               |                                      |                                         |                                             |  |  |       |  |  | Wolf Dietrich von Ems zu Hohenems |  |  | Merk Sittich I von Ems zu Hohenems |  |
|                                               |                                      |                                         |                                             |  |  |       |  |  | Wolf Dietrich von Ems zu Hohenems |  |  | Merk Sittich I von Ems zu Hohenems |  |
|                                               |                                      | Helena von Freyberg                     |                                             |  |  |       |  |  | Wolf Dietrich von Ems zu Hohenems |  |  |                                    |  |
| Marco Sittico Altemps                         |                                      |                                         |                                             |  |  |       |  |  | Wolf Dietrich von Ems zu Hohenems |  |  |                                    |  |
|                                               |                                      | Clara Medici di Marignano               | Bernardino Medici                           |  |  |       |  |  |                                   |  |  |                                    |  |
|                                               |                                      | Clara Medici di Marignano               | Bernardino Medici                           |  |  |       |  |  |                                   |  |  |                                    |  |
|                                               |                                      | Clara Medici di Marignano               | Cecilia Serbelloni                          |  |  |       |  |  |                                   |  |  |                                    |  |
| Roberto d'Altemps, I duca di Gallese          |                                      | Clara Medici di Marignano               |                                             |  |  |       |  |  |                                   |  |  |                                    |  |
|                                               |                                      | …                                       | …                                           |  |  |       |  |  |                                   |  |  |                                    |  |
|                                               |                                      | …                                       | …                                           |  |  |       |  |  |                                   |  |  |                                    |  |
|                                               |                                      | …                                       | …                                           |  |  |       |  |  |                                   |  |  |                                    |  |
| Olivia Giganti                                |                                      | …                                       |                                             |  |  |       |  |  |                                   |  |  |                                    |  |
|                                               |                                      | …                                       | …                                           |  |  |       |  |  |                                   |  |  |                                    |  |
|                                               |                                      | …                                       | …                                           |  |  |       |  |  |                                   |  |  |                                    |  |
|                                               |                                      | …                                       | …                                           |  |  |       |  |  |                                   |  |  |                                    |  |
| Giovanni Angelo d'Altemps, II duca di Gallese |                                      | …                                       |                                             |  |  |       |  |  |                                   |  |  |                                    |  |
|                                               | Ferdinando Orsini, V duca di Gravina | Francesco Orsini, IV duca di Gravina    |                                             |  |  |       |  |  |                                   |  |  |                                    |  |
|                                               | Ferdinando Orsini, V duca di Gravina | Francesco Orsini, IV duca di Gravina    |                                             |  |  |       |  |  |                                   |  |  |                                    |  |
|                                               | Ferdinando Orsini, V duca di Gravina | Maria Todeschini Piccolomini d'Aragona  |                                             |  |  |       |  |  |                                   |  |  |                                    |  |
| Virginio Orsini, duca di San Gemini           | Ferdinando Orsini, V duca di Gravina |                                         |                                             |  |  |       |  |  |                                   |  |  |                                    |  |
|                                               |                                      | Beatrice Ferrillo                       | …                                           |  |  |       |  |  |                                   |  |  |                                    |  |
|                                               |                                      | Beatrice Ferrillo                       | …                                           |  |  |       |  |  |                                   |  |  |                                    |  |
|                                               |                                      | Beatrice Ferrillo                       | …                                           |  |  |       |  |  |                                   |  |  |                                    |  |
| Cornelia Orsini                               |                                      | Beatrice Ferrillo                       |                                             |  |  |       |  |  |                                   |  |  |                                    |  |
|                                               |                                      | Bonifacio Caetani, IV duca di Sermoneta | Camillo Caetani, III duca di Sermoneta      |  |  |       |  |  |                                   |  |  |                                    |  |
|                                               |                                      | Bonifacio Caetani, IV duca di Sermoneta | Camillo Caetani, III duca di Sermoneta      |  |  |       |  |  |                                   |  |  |                                    |  |
|                                               |                                      | Bonifacio Caetani, IV duca di Sermoneta | Beatrice Caetani d'Aragona                  |  |  |       |  |  |                                   |  |  |                                    |  |
| Giovanna Caetani                              |                                      | Bonifacio Caetani, IV duca di Sermoneta |                                             |  |  |       |  |  |                                   |  |  |                                    |  |
|                                               |                                      | Caterina Pio di Savoia                  | Alberto III Pio di Savoia, signore di Carpi |  |  |       |  |  |                                   |  |  |                                    |  |
|                                               |                                      | Caterina Pio di Savoia                  | Alberto III Pio di Savoia, signore di Carpi |  |  |       |  |  |                                   |  |  |                                    |  |
|                                               |                                      | Caterina Pio di Savoia                  | Cecilia Orsini di Monterotondo              |  |  |       |  |  |                                   |  |  |                                    |  |
|                                               |                                      | Caterina Pio di Savoia                  |                                             |  |  |       |  |  |                                   |  |  |                                    |  |